# ويليام سيوارد بوروز الأول
ويليام سيوارد بوروز الأول (بالإنجليزية: William Seward Burroughs I)‏ هو شخصية أعمال ومخترع أمريكي، ولد في 28 يناير 1857 في روتشستر في الولايات المتحدة، وتوفي في 14 سبتمبر 1898 في سيترونيل في الولايات المتحدة.

## وصلات خارجية
- ويليام سيوارد بوروز الأول على موقع الموسوعة البريطانية (الإنجليزية)